# 秦力生
秦力生（1915年—1993年12月5日），男，山西孝义人，中华人民共和国政治人物，曾任中共西康省委书记，中国科学院党组副书记，第五、六届全国人大代表。他也是中国共产党第十二次全国代表大会代表。

## 家庭
儿子秦晓，曾任香港招商局集团董事长、招商银行董事长。